# McLaren MP4-17
La McLaren MP4-17 è una monoposto da Formula 1, schierata dalla scuderia McLaren nella stagione 2002. La vettura è stata affidata a David Coulthard (numero 3) ed a Kimi Räikkönen (numero 4).

## Contesto
Il team di Woking sostituisce il finlandese Mika Häkkinen, che lascia il team dopo 8 anni (e contestualmente la Formula 1) e due titoli mondiali piloti vinti, con il connazionale Kimi Räikkönen in coppia con il confermato David Coulthard. 

## Carriera agonistica
La scuderia si piazza al terzo posto nei costruttori con 65 punti conquistati, l'unica vittoria è di Coulthard a Monaco, mentre Raikkonen subisce 11 ritiri sulle 17 disputate, riuscendo comunque a piazzarsi quattro volte sul podio (in Australia, Europa, Giappone terzo e in Francia secondo) nelle sei gare concluse, la scuderia poi tenterà di concentrarsi sullo sviluppo della MP4-18 per l'anno successivo ma per varie vicissitudini quella vettura non vedrà mai la luce.
| Piloti ufficiali       | Piloti ufficiali | Piloti ufficiali |
| Nazione                | Nome             | Numero           |
| ---------------------- | ---------------- | ---------------- |
| Regno Unito (bandiera) | David Coulthard  | 3                |
| Finlandia (bandiera)   | Kimi Räikkönen   | 4                |
| Piloti di riserva      |                  |                  |
| Francia (bandiera)     | Jean Alesi       | 3                |
| Austria (bandiera)     | Alexander Wurz   | 4                |

## Risultati completi
| Anno | Team    | Motore                       | Gomme | Piloti    |     |     |     |     |     |     |     |   |     |     |   |     |   |     |     |     |     | Punti | Pos. |
| ---- | ------- | ---------------------------- | ----- | --------- | --- | --- | --- | --- | --- | --- | --- | - | --- | --- | - | --- | - | --- | --- | --- | --- | ----- | ---- |
| 2002 | McLaren | Mercedes-Benz FO110M 3.0 V10 | M     | Coulthard | Rit | Rit | 3   | 6   | 3   | 6   | 1   | 2 | Rit | 10  | 3 | 5   | 5 | 4   | 7   | 3   | Rit | 65    | 3º   |
| 2002 | McLaren | Mercedes-Benz FO110M 3.0 V10 | M     | Räikkönen | 3   | Rit | 12* | Rit | Rit | Rit | Rit | 4 | 3   | Rit | 2 | Rit | 4 | Rit | Rit | Rit | 3   | 65    | 3º   |

| Legenda | 1º posto     | 2º posto | 3º posto    | A punti         | Senza punti/Non class.  | Grassetto – Pole position Corsivo – Giro più veloce |
| Legenda | Squalificato | Ritirato | Non partito | Non qualificato | Solo prove/Terzo pilota | Grassetto – Pole position Corsivo – Giro più veloce |

(*) Indica quei piloti che non hanno terminato la gara ma sono ugualmente classificati avendo coperto, come previsto dal regolamento, almeno il 90% della distanza totale.